# ستان وايت
ستان وايت (بالإنجليزية: Stan Wyatt)‏ هو سياسي أسترالي، ولد في 3 أبريل 1894 في أستراليا، وتوفي في 26 يوليو 1964 في أستراليا. حزبياً، نشط في حزب العمال الأسترالي. وقد انتخب عضو الجمعية التشريعية نيو ساوث ويلز.